# Baohe
För andra betydelser, se Baohe (olika betydelser).
Baohe är ett stadsdistrikt i staden Hefei i provinsen Anhui i östra Kina.

## Administrativ indelning
Baohe är indelat i sju stadsdelsdistrikt och två köpingar.
Stadsdelsdistrikt (jiedao):

- Baogong (包公街道)
- Changqing (常青街道)
- Luogang (骆岗街道)
- Wanghu (望湖街道)
- Wuhulu (芜湖路街道)
- Yandun (烟墩街道)
- Yicheng (义城街道)

Köpingar (zhen):

- Dawei (大圩镇)
- Feihe (淝河镇)